# Trirhithrum culcasiae
Trirhithrum culcasiae är en tvåvingeart som beskrevs av White och Copeland 2003. Trirhithrum culcasiae ingår i släktet Trirhithrum och familjen borrflugor.
Artens utbredningsområde är Kenya. Inga underarter finns listade i Catalogue of Life.